# Love and Learn (film, 1947)
Pour l’article homonyme, voir Love and Learn.

Love and Learn est un film américain réalisé par Frederick de Cordova, sorti en 1947.

## Fiche technique
- Réalisation : Frederick de Cordova
- Scénario : Eugene Conrad, I. A. L. Diamond, Francis Swann d'après une histoire de Harry Sauber
- Producteur : William Jacobs
- Photographie : Wesley Anderson
- Montage : Frank Magee
- Musique : Max Steiner
- Genre : Film musical, comédie[1]
- Production : Warner Bros.
- Distributeur : Warner Bros.
- Durée : 83 minutes
- Date de sortie : 2 mai 1947

## Distribution
- Jack Carson : Jingles Collins
- Robert Hutton: Bob Grant
- Martha Vickers : Barbara Wyngate
- Janis Paige : Jackie
- Otto Kruger:Andrew Wyngate
- Barbara Brown : Victoria Wyngate
- Tom D'Andrea : Wells
- Florence Bates: Mrs. Bella Davis
- Craig Stevens : Willard Deckerr

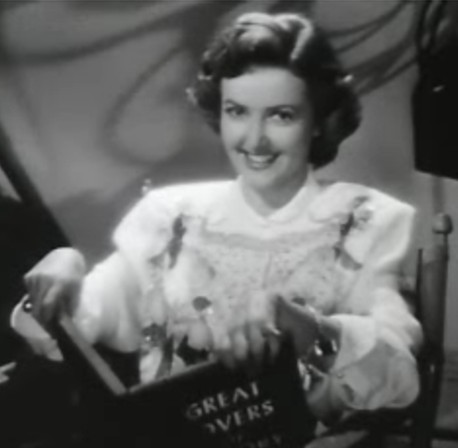
Martha Vickers dans le générique du film.

- Angela Greene : Phyllis McGillicuddy
- Don McGuire : Delaney
- John Alvin : William
- Herbert Anderson : Pete
- Jane Harker : Receptionist
- Lou Nova : Marty